# Rivalidade entre a Costa Oeste e a Costa Leste
A rivalidade entre a Costa Oeste e a Costa Leste foi uma rivalidade do início até meados da década de 1990 entre a parte Leste e Oeste de hip hop dos Estados Unidos. O foco desta rivalidade estava em Tupac Shakur, da Costa Oeste (e sua gravadora, Death Row Records), e em The Notorious B.I.G., da Costa Leste (e em sua gravadora, Bad Boy Records), sendo que ambos foram assassinados.

## Início
O primeiro vestígio significativo de uma rivalidade entre as duas Costas dentro do hip hop aconteceu em 1991, quando o rapper nova-iorquino Tim Dog lançou a música Fuck Compton, uma diss para o grupo de rap californiano N.W.A., onde ele ataca não só os rappers como o estilo do hip hop da Costa Oeste dos Estados Unidos. Tal ataque sofreu várias respostas de artistas como Compton's Most Wanted (CMW), DJ Quik e Tweedy Bird Loc
Em 1992, o jovem rapper e produtor Dr. Dre se afasta do N.W.A para criar a sua própria gravadora, a Death Row Records, juntamente seu ex-segurança Suge Knight. Posteriormente, Dre veio a lançar o seu primeiro disco solo intitulado The Chronic por este selo, e o mesmo recebeu 3x Platina e foi listado como um dos 500 melhores álbuns de todos os tempos pela revista Rolling Stone. A Death Row Records veio a popularizar muito o Rap da Costa Oeste, trazendo para ela nomes como Tupac Shakur, Snoop Dogg e Tha Dogg Pound.
Do outro lado do país, na Costa Leste, o produtor Sean Combs fundou em 1993 a sua gravadora, a Bad Boy Records e tentou sem sucesso levar o rapper Tupac para sua gravadora. Entretanto, em 1994, depois de Tupac ser roubado e baleado cinco vezes em um estúdio, Combs assina com The Notorious B.I.G.. Tupac estava preso acusado de estupro e sempre alegou que Puff (Combs) e Biggie (B.I.G.) sabiam do atentado mas nunca o avisaram. No mesmo ano, B.I.G. lança seu álbum Ready to Die, obtendo uma popularidade significativa com ele e revitalizando assim o hip hop da Costa Leste. Enquanto estava preso, Tupac assinou com a Death Row Records e saiu em liberdade devido a pagamento de fiança por Suge Knight. Tupac, posteriormente, lançaria o disco All Eyez on Me, onde fazia ataques a Biggie, Combs, e a toda Bad Boy, protagonizando assim o auge da disputa.

## A rivalidade

### Tupac Shakur x The Notorious B.I.G.
A briga entre Tupac Shakur e Notorious B.I.G. se iniciou quando Tupac foi baleado cinco vezes em um estúdio da Bad Boy Records em 1994. Enquanto estava preso, Tupac alegou que Biggie sabia de tudo mas não o avisou. Em 1995, Notorious B.I.G. lança a canção "Who Shot Ya?" (Quem atirou em você?) onde muita gente acha que o cantor zomba de forma indireta dos tiros que alvejaram Tupac Shakur no ano anterior.
Logo depois de sair da cadeia, Tupac responde tal canção com aquela que se tornou a diss mais famosa da história da música: "Hit Em Up". Neste single ele ataca várias vezes Biggie, Junior M.A.F.I.A. e outros inimigos pertencentes a Bad Boy. Na diss, Tupac também afirmava que o motivo do sucesso do Biggie era ele. O rapper da Costa Oeste satirizou mais uma vez Notorious no single "2 of Amerikaz Most Wanted".

### Death Row x Bad Boy Records
Ambos os fundadores das gravadoras Death Row Records e Bad Boy Records, Suge Knight e Puff Daddy(Combs), respectivamente, tinham um histórico de brigas. Com a briga que houve entre Tupac e Biggie, as duas gravadoras também acabaram entrando em rivalidade tanto comercial quanto pessoal para ambos os lados. O que de fato levou o início da rivalidade entre a Costa Oeste e a Costa Leste, foi que a Death Row era o selo que mais arrecadava, e a Bad Boy estava chegando perto de tal marca.

### Uma guerra inventada pela mídia?
Biggie alegava fortemente em entrevistas que guerra envolvendo a Costa Leste e Oeste americanas era fato de uma rixa inventada pela mídia, porém ao mesmo tempo dizia que aconteciam divergências de ideias entre os rappers das duas costas, porque segundo Tupac, a Costa Oeste vivia e acreditava em um ideal diferente da Costa Leste americana.
Entretanto, uma briga que começou entre duas gravadoras tomou uma proporção enorme fazendo com que diversos rappers se envolvam nela posteriormente, mas Tupac acreditava que deveria impedir que essa guerra fictícia se tornasse real. Para isso, ele tinha planos de lançar um disco chamado One Nation com o propósito de desmistificar toda essa história, porém o rapper morreu antes do planejado.

### O fim
Essa rivalidade, que aos olhos de muitos fãs de hip-hop não passou de um grande esquema de marketing, teve um fim trágico com a morte tanto de Tupac Shakur quanto de The Notorious B.I.G., onde ambos os lados entraram em um consenso de "paz", já que muito desta rivalidade era centralizada na briga entre os dois.  Os fãs do rap já estavam abalados pela perda de Eazy-E, ex-membro do grupo N.W.A. em 1995, a morte de Biggie & Tupac causou uma comoção ainda maior. (Shakur foi morto em 96 e Biggie em 97).